# 阿利蓋特角 (佛羅里達州)
阿利蓋特角（英語：Alligator Point）是位於美國佛羅里達州富蘭克林縣的一個非建制地區。

## 地理
阿利蓋特角的座標為29°54′18″N 84°25′01″W / 29.90500°N 84.41694°W，而該地的平均海拔高度為0米（即0英尺）。